# بخش کامیزیاکسکی
بخش کامیزیاکسکی (به لاتین: Kamyzyaksky District) یک منطقهٔ مسکونی در روسیه است که در استان آستراخان واقع شده‌است.